# Station Chynów
Station Chynów is een spoorwegstation in de Poolse plaats Chynów.